# اکبر پولادی
اکبر پولادی باغ‌بهادرانی سیاستمدار ایرانی است، که توانست در دوازدهمین انتخابات مجلس شورای اسلامی در دور دوم انتخاب که در تاریخ ۲۱ اردیبهشت ۱۴۰۳ برگزار شد، از حوزه انتخابیه لنجان از اصفهان انتخاب گردد و به مجلس راه یابد.
اکبر پولادی در دور اول از انتخاب مجلس شورای اسلامی نفر سوم انتخابات شد و نتوانست به دور دوم راه یابد ولی با تغییر در آرای علی کیانی و رد صلاحیت شدن این کاندید به عنوان نفر دوم به دور دوم انتخابات راه یافت. و در دور دوم از انتخاب که با حضور رقیب انتخاباتی وی یعنی حسین رجایی ریزی برگزار گردید که در نهایت با کسب ۱۷ هزار و ۷۹۲ رای به عنوان نماینده مردم لنجان انتخاب گردید.